# Німона (мультфільм)
«Німона» (англ. Nimona) — комп'ютерно-анімаційний науково-фантастичний пригодницький фільм, заснований на однойменному коміксі Н. Д. Стівенсон, знятий режисерами Ніком Бруно і Троєм Куейном, за участю акторів озвучування Хлої Грейс Морец та Різа Ахмеда.
Спочатку виробництво фільму велося студією «Blue Sky Studios», колишньої дочірньої компанії «20th Century Studios», а режисером фільму спочатку мав стати Патрик Осборн з початковою наміченою датою випуску у 2020 році. Після того як Disney придбала «21st Century Fox», виробництво отримало відмову від нового керівництва Disney через тему ЛГБТ у фільмі, після чого його кілька разів відкладали, перш ніж скасувати через закриття «Blue Sky Studios» у квітні 2021 року.
11 квітня 2022 року було оголошено, що Annapurna Pictures відродила проєкт, а DNEG Animation взяла на себе виробництво, і переробила фільм для випуску на Netflix у 2023 році.

## У ролях
- Хлоя Грейс Морец — у ролі Німони, перевертниці, яка наполягає на тому, щоб разом з Баллістером Блекхартом[6] знищити контроль «Установи».
- Різ Ахмед — у ролі Баллістера Блекхарта, колишнього лицаря «Установи», вигнанця, який втратив руку в поєдинку з Амброзіусом Золотосяйним[6].
- Юджин Лі Ян — у ролі Амброзіуса Золотосяйного, лицаря-чемпіона «Установи»[6].
- Френсіс Конрой — Директорка
- Бек Беннетт — Тодд
- Хуліо Торрес — Сквайр

## Український дубляж
- Роман Чорний — Баллістер
- Юлія Шаповал — Німона
- Олександр Погребняк — Золотосяйний
- Олена Узлюк — Директорка
- Дмитро Гаврилов — Тодд
- Руслан Драпалюк — Сквайр

- А також: Ольга Радчук, Дмитро Терещук, Михайло Войчук, Владислав Васицький, Єсєнія Селезньова, Вікторія Тишкевич, Тетяна Злова, Анастасія Чубинська, Анна Павленко, Павло Голов, Володимир Гурін, Роман Молодій, Владислав Филимонов

Фільм дубльовано студією «Postmodern» на замовлення компанії «Netflix» у 2023 році.
- Перекладач — Олег Пашин
- Режисерка дубляжу — Катерина Брайковська
- Звукорежисер — Богдан Клименко
- Менеджерка проєкту — Людмила Король

## Виробництво

### Розробка
У червні 2015 року компанія «20th Century Fox Animation» набула права на повнометражну анімаційну екранізацію вебкоміксу «Німона» Н. Д. Стівенсон. Патрик Осборн мав був стати режисером фільму за сценарієм Марка Гаймса.
Фільм повинен був бути розроблений колишньою дочірньою компанією «Fox», «Blue Sky Studios», разом з «Vertigo Entertainment». У червні 2017 року компанія «20th Century Fox» запланувала випуск «Німони» на 14 лютого 2020.

### Придбання Disney та затримки у виробництві
У березні 2019 року Disney завершила операцію з придбання Fox, потім у травні 2019 року випуск фільму було відкладено до 5 березня 2021. У листопаді 2019 року випуск фільму знову було відкладено до 14 січня 2022. Протягом 2020 року ходили чутки, що фільм вийде в 2022, в червні 2020 Стівенсон заявив, що фільм все ще знімається, і сказав те ж саме в подкасті в серпні 2020. У серпні того ж року Den of Geek повідомив, що анімаційний фільм все ще має бути випущений у 2022 році, але не повідомив жодних подробиць, а Deadline Hollywood повідомив про те саме в жовтні.

### Скасування та наслідки
9 лютого 2021 року Disney оголосила про закриття студій Blue Sky Studios і скасування виробництва фільму.
Джерела Comic Book Resources повідомили, що фільм «готовий на 75 %». Один із співробітників заявив, що до скасування фільм був «на шляху» до завершення до жовтня 2021 року. Колишній аніматор студій Blue Sky Рік Фурньє заявив, що студія була дуже близька до завершення фільму, але що вони виявили, що це просто неможливо.

### Відродження проєкту
11 квітня 2022 року було оголошено, що «Annapurna Pictures» придбала «Німону» раніше цього року і випустить її на «Netflix» в 2023. Акторський склад також був збережений з додаванням Юджина Лі Яна в ролі Амброзіуса Голденлоїна. Було оголошено, що Нік Бруно та Трой Куейн замінять Осборна як режисерів фільму, раніше знявши останній фільм від «Blue Sky» «Шпигуни під прикриттям» (2019). Куейн розпочав роботу над фільмом у березні 2020 року. За словами співробітника «Blue Sky», Бруно і Куейн брали активну участь у створенні фільму як режисерів.

#### Анімація
Фільм мав стати першим з використанням системи Conduit від Blue Sky, системи, яка дозволяла художникам знаходити, відстежувати версії і контролювати якість своїх робіт. Було оголошено, що DNEG Animation взяла на себе анімацію фільму одночасно з придбанням Netflix / Annapurna. Більша частина з того, що зробили Blue Sky, залишилася недоторканою, оскільки Netflix / Annapurna не починали все з нуля.